# Перевод (река)
Перевод (укр. Перевід) — правый приток реки Удай, протекающий по Прилукскому (Черниговская область), Згуровскому (Киевская область) и Пирятинскому (Полтавская область) районам. Уклон реки — 0,48 м/км.

## География
Длина — 68 км (41 км в Черниговской области). Площадь водосборного бассейна — 1260 км². Русло реки в нижнем течении (устье) находится на высоте 99,0 м над уровнем моря, в среднем течении (административная граница Черниговской и Полтавской областей, севернее села Вечорки) — 108,6 м, в верхнем течении (административная граница Черниговской и Киевской областей, село Ильинское) — 121,7 м. Используется для хозяйственно-бытовых нужд и орошения.
Река течёт с северо-запада на юго-восток сначала в верховьях по Прилукскому, затем в среднем течении по Згуровскому, по административной границе Черниговской и Киевской областей, на небольшом участке переходит только на Згуровской и Прилукский районы, после в нижнем течении протекает по Пирятинскому району. Река берёт начало в болотном массиве Перевод, что западнее села Погребы (Прилукский район). Впадает в реку Удай восточнее села Калинов Мост (Пирятинский район).
Долина трапециевидная, шириной до 2-4 км. Пойма шириной 400 м — 1 км (широкая в нижнем течении). Русло выпрямленное и канализировано в каналы совмещённые с системами оросительных каналов, шириной до 10 м (местами до 15 м). На реке в среднем течении создано два водохранилища (Березоворудское и Вознесенское/Жовтневое—Гречаная Гребля) и несколько маленьких прудов. На протяжении всей длины реки пойма со значительными водно-болотными угодьями с тростниковой и луговой растительностью. На реке у истока создана система каналов.
В пойме реки в верхнем течении на территории Прилукского района расположен гидрологический заказник местного значения Гетманщина — Свидок (охватывает всю пойму в верхнем течении и примыкающие водно-болотные угодья); в нижнем течении на территории Пирятинского района расположены Березоворудский парк-памятник садово-паркового искусства общегосударственного значения, гидрологические заказники местного значения Березоворудский и Сасиновский (охватывает всю пойму в нижнем течении). Заказники созданный для охраны водно-болотных угодий.

## Притоки
Левые: Руда. Правые: нет крупных.

## Населённые пункты
Населённые пункты на реке (от истока до устья):
Прилукский район
1. Погребы
2. Николаевка
3. Поддубовка

Згуровский район
1. Ильинское
2. Туровка
3. Пасковщина
4. Урсаловка

на границе
1. Пайки (Згуровский район)
2. Сухолески (Прилукский район)
3. Горбачовка (Згуровский район)
4. Сергеевка (Прилукский район)
5. Вознесенское (Жовтневое) (Згуровский район)
6. Гречаная Гребля (Згуровский район)
7. Крутояровка (Прилукский район)
8. Лукомщина (Згуровский район)
9. Белошапки (Прилукский район)
10. Запереводское (Прилукский район)
11. Козин (Прилукский район)

Пирятинский район
1. Вечорки (Вечерки)
2. Берёзовая Рудка
3. Крячковка
4. Червоное
5. Сасиновка
6. Першотравневое
7. Калинов Мост